# Rebići
Rebići (en italien : Rebeci) est une localité de Croatie située en Istrie, dans la municipalité de Barban, dans le comitat d'Istrie. En 2001, la localité comptait 138 habitants.

## Démographie
| 1948 | 1953 | 1961 | 1971 | 1981 | 1991 | 2001 |
| ---- | ---- | ---- | ---- | ---- | ---- | ---- |
| 174  | 150  | 146  | 124  | 121  | 120  | 138  |